# Poarta Florian

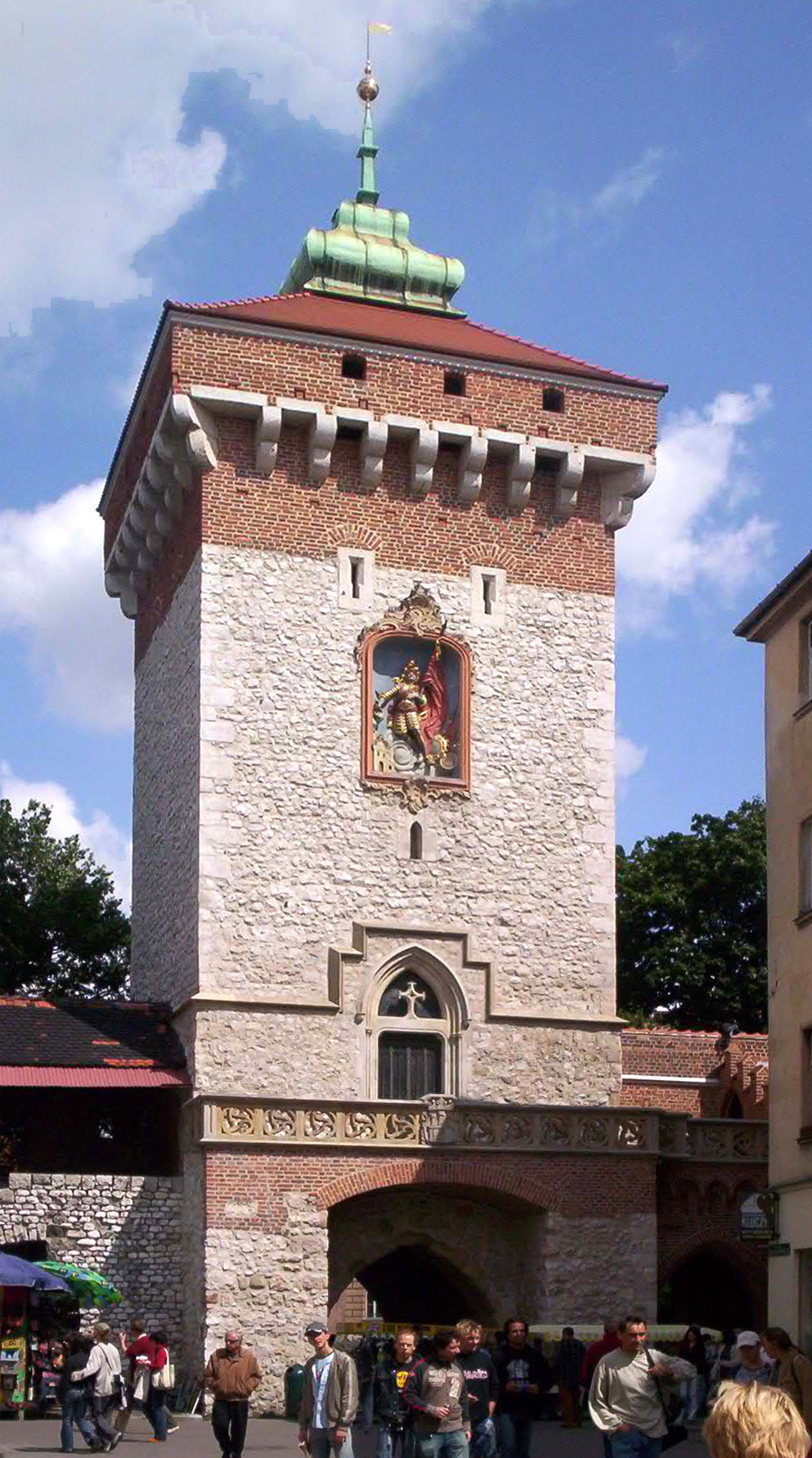
Poarta Florian, Cracovia

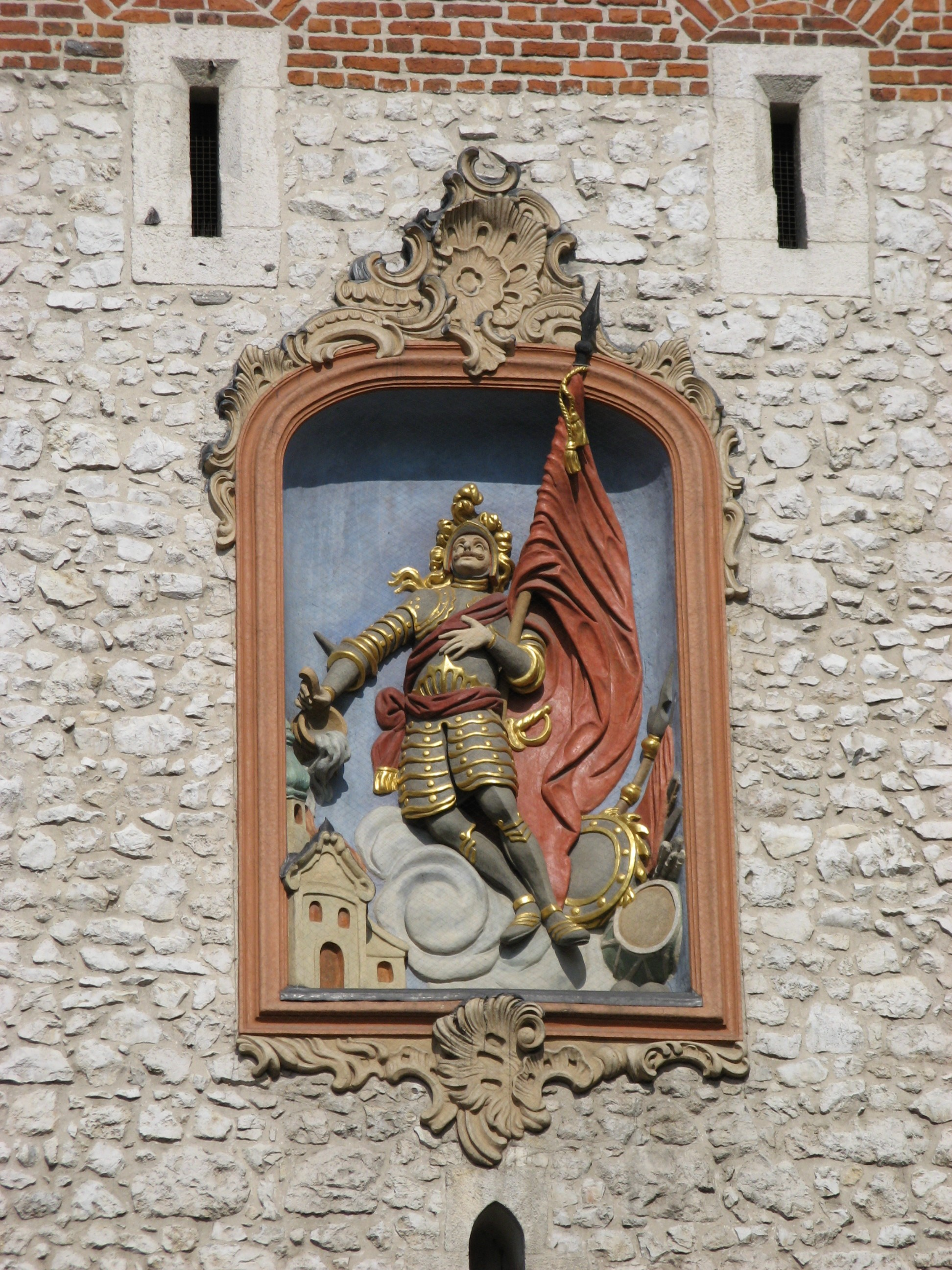
Basorelieful Sfântului Florian pe turn

Poarta Florian sau Poarta Sfântului Florian (în poloneză Brama Floriańska) 
din Cracovia, Polonia este unul din turnurile gotice cele mai cunoscute din Polonia, punct focal al Centrului istoric al Cracoviei. Poarta a fost construită aproximativ în secolul al XIV-lea ca turn gotic rectangular din granit roșu, ca parte a fortificației orașului împotriva atacurilor turcești.

## Istoric
Turnul a fost menționat pentru prima dată în 1307, fiind construit ca parte a unui fortificații în jurul Cracoviei, după atacul tătarilor din 1241, care a distrus cea mai mare parte a orașului.  Permisul pentru construirea unei noi apărări a orașului cu turnuri de observație de piatră, porți fortificate și un șanț a fost emis de către Prințul Leszek II cel Negru în 1285. Poarta numită după Sfântul Florian a devenit poarta principală a orașului vechi. Acesta a fost legată printr-un pod lung, de turnul circular (Barbakan), ridicat din cărămidă, pe partea cealaltă a șanțului.   Poarta a fost administrată de Breasla Cojocarilor din Cracovia. Potrivit înregistrărilor, prin 1473, au existat 17 turnuri de apărare a orașului, un secol mai târziu, numărul acestora a crescut la 33. La apogeul existenței sale, zidul de apărare avea 47 de turnuri și opt porți, prevăzute cu guri de tragere și guri de aruncare.
În 1565-1566 a fost construit un arsenal municipal lângă Poarta Sf. Florian.
Turnul porții are înălțimea de 33,5 metri, cu un acoperiș în stil baroc, din metal, construit în 1660 și renovat în 1694, când s-a adăugat încă un metru la înălțimea porții. Poarta Florian este singura poartă a orașului, din cele opt originale construite în Evul Mediu, care nu a fost desființată în timpul modernizării din secolul al XIX-lea. S-au păstrat zidurile adiacente ale orașului și două turnuri suplimentare, mai mici, care au fost conservate și azi găzduiesc comercianți de artă manufacturieră.
Fațada de sud a Porții Sf. Florian este împodobită cu un basorelief al Sf. Florian din secolul al XVIII-lea. Fațada de nord a turnului are un vultur de piatră, care a fost sculptat în 1882 de către Zygmunt Langman, bazat pe un proiect al pictorului Jan Matejko. În interiorul porții, se află un altar cu o copie a unui tablou ce o reprezintă pe Madona.